# 逢瀬アキラ
逢瀬 アキラ（おうせ あきら、5月1日 - ）は、日本の女性シンガーソングライター。大阪府出身。ゲームソング、アニメソング、ライブイベント、舞台役者などで活動中。VANDALISM RED、WonderSpaceに所属。「2.5次元ロックアーティスト」と呼称される。

## 人物
文学好きな母親の影響で小説を好み、幼少期より自作の詞や小説を書き始める。
大好きだったアニメ作品である機動戦士ガンダムシリーズの主題歌を初めて「音楽」と意識して感動した事により、自身も音楽の道を志す事となった。
自身で作詞・作曲した楽曲をアニメやゲーム作品などに多数提供しており、ソングライターとしても活動を展開している。

## 来歴
2014年、シングル『BIND/Dancing 13th Baby』でデビュー。以降、PCゲームを中心に楽曲提供を行う。
2015年、アルバム『真紅の革命 －女帝に導かれし赤き帝国の進軍－』をリリース。
2016年、「茜色クロシェット」がTVアニメ『奇異太郎少年の妖怪絵日記』エンディングテーマのタイアップとして決定したのが、自身にとって初の「アニソン」となった。
2019年発売の2ndアルバム『Vandalism:red』には、いまみちともたか、アーバンギャルドの松永天馬、声優の桜咲千依、歌手の米倉千尋らが参加している。

## ディスコグラフィ

### シングル
|     | 発売日        | タイトル               | 規格品番                                 | 備考 |
| --- | ------------- | ---------------------- | ---------------------------------------- | ---- |
| 1st | 2014年9月24日 | BIND/Dancing 13th Baby | GCMC-5101（通常盤） GCMC-51021（限定盤） |      |

### 配信限定シングル
| 発売日        | 発売日        | タイトル       |
| ------------- | ------------- | -------------- |
| 2020年2月18日 | 2020年2月18日 | 五月雨         |
| 2020年2月18日 | 2020年2月18日 | BREEZE         |
| 2020年2月18日 | 2020年2月18日 | Shining☆of☆you |
| 2020年5月1日  | 2020年5月1日  | Failure        |
| 2020年5月８日 | 2020年5月８日 | 煙             |
| 2020年5月15日 | 2020年5月15日 | 見せて欲しいの |
| 2020年5月23日 | 2020年5月23日 | 針の眼         |
| 2020年5月30日 | 2020年5月30日 | 最期の子守唄   |

### アルバム
|     | 発売日         | タイトル                                    | 規格品番  | 備考     |
| --- | -------------- | ------------------------------------------- | --------- | -------- |
| 1st | 2015年6月21日  | 真紅の革命 －女帝に導かれし赤き帝国の進軍－ | AOCD-5101 |          |
| 2nd | 2019年08月07日 | Vandalism:red                               | NQKS-1027 |          |
| 3rd | 2022年5月7日   | From the Past and Present 2017-2022         |           | 配信限定 |

### 参加作品
| 発売日         | 商品名                                                     | 歌                                                                          | 楽曲                                                           | 備考                                                                                     | 参加内容                   |
| 2014年         | 2014年                                                     | 2014年                                                                      | 2014年                                                         | 2014年                                                                                   | 2014年                     |
| -------------- | ---------------------------------------------------------- | --------------------------------------------------------------------------- | -------------------------------------------------------------- | ---------------------------------------------------------------------------------------- | -------------------------- |
| 2014年6月16日  | ネトラレロワイヤル                                         | 逢瀬アキラ                                                                  | 「BIND」                                                       | DMM GAMES『ネトラレロワイヤル』テーマソング                                              | ボーカル・作詞・作曲       |
| 2015年         |                                                            |                                                                             |                                                                |                                                                                          |                            |
| 2015年12月29日 | ほめられてのびるらじおボーカルアルバム「ホメラレコード2」  | 風音                                                                        | 「GALE」                                                       | CD「ホメラレコード2」収録ほめられてのびるらじお#466から#571までオープニングBGM           | 作詞・作曲                 |
| 2016年         |                                                            |                                                                             |                                                                |                                                                                          |                            |
| 2016年4月28日  | ビッチ姉ちゃんが清純なはずがないっ！                       | 逢瀬アキラ                                                                  | 「PITCH♡PITCH♡LIFE」                                           | PCゲーム『ビッチ姉ちゃんが清純なはずがないっ！』エンディングソング                       | ボーカル・作詞・作曲       |
| 2016年10月24日 | 奇異太郎少年の妖怪絵日記                                   | 逢瀬アキラ                                                                  | 「妖姫絢爛紅櫻白夜」「茜色クロシェット」                       | テレビアニメ『奇異太郎少年の妖怪絵日記』エンディングソング                               | ボーカル・作詞・作曲       |
| 2017年         |                                                            |                                                                             |                                                                |                                                                                          |                            |
| 2017年7月5日   | 捏造トラップ-NTR-                                          | 逢瀬アキラ                                                                  | 「Virginal lily」                                              | テレビアニメ『捏造トラップ-NTR-』エンディングソング                                      | ボーカル・作詞・作曲       |
| 2017年8月25日  | ワガママハイスペックOC                                     | 逢瀬アキラ                                                                  | 「REAL」                                                       | PCゲーム『ワガママハイスペックOC』エンディングソング                                     | ボーカル・作詞・作曲       |
| 2017年10月27日 | BALDR BRINGER                                              | 逢瀬アキラ                                                                  | 「Grace Blaze」                                                | PCゲーム『Grace Blaze』挿入歌                                                            | ボーカル・作詞・作曲       |
| 2018年         |                                                            |                                                                             |                                                                |                                                                                          |                            |
| 2018年8月31日  | 未来ラジオと人工鳩                                         | 逢瀬アキラ                                                                  | 「You know me, I know you」                                    | PCゲーム『未来ラジオと人工鳩』エンディングソング                                         | ボーカル                   |
| 2019年         |                                                            |                                                                             |                                                                |                                                                                          |                            |
| 2019年4月26日  | 缶詰少女ノ終末世界                                         | 逢瀬アキラ                                                                  | 「終末ノ少女」                                                 | PCゲーム『缶詰少女ノ終末世界』オープニングテーマ                                         | ボーカル・作詞・作曲・編曲 |
| 2019年9月21日  | 『缶詰少女ノ終末世界』ソングCD                             | 更紗サリ(藤咲ウサ) 辻花咲(飴川紫乃) 八乙女華江(歩サラ) 烏森亜実花(鈴谷まや) | 「yours.」 「初めての恋なのです」 「Tailwind Love」 「命ノ鳥」 | 『缶詰少女ノ終末世界』キャラクターソング                                                 | 作詞・作曲・編曲           |
| 2019年10月25日 | クロスコンチェルト                                         | 逢瀬アキラ                                                                  | 「Valuable eyes」                                              | PCゲーム『クロスコンチェルト』挿入歌                                                     | ボーカル・作詞             |
| 2020年         |                                                            |                                                                             |                                                                |                                                                                          |                            |
| 2020年5月28日  | キラキラモンスターズ -Season1                              | 逢瀬アキラ                                                                  | 「ETERNITY」                                                   | PCゲーム『キラキラモンスターズ -Season1』オープニングテーマ                              | ボーカル                   |
| 2020年7月17日  | ホワイトウィングス -White Wings-                           | 逢瀬アキラ                                                                  | 「Guilty Snow」                                                | PCゲーム『ホワイトウィングス -White Wings-』エンディングテーマ                           | ボーカル・作詞・作曲       |
| 2020年7月17日  | さくらの雲＊スカアレットの恋                               | 逢瀬アキラ                                                                  | 「比翼のさくら」                                               | PCゲーム『さくらの雲＊スカアレットの恋』エンディングテーマ                               | ボーカル                   |
| 2021年         |                                                            |                                                                             |                                                                |                                                                                          |                            |
| 2021年5月28日  | まどひ白きの神隠し                                         | Kicco&逢瀬アキラ                                                            | 「妖し月夜の縁より」                                           | PCゲーム『まどひ白きの神隠し』オープニングテーマ                                         | ボーカル・作詞・作曲編曲   |
| 2021年5月28日  | まどひ白きの神隠し                                         | Kicco&逢瀬アキラ                                                            | 永遠へと続く物語                                               | PCゲーム『まどひ白きの神隠し』エンディングテーマ                                         | ボーカル・作詞・作曲編曲   |
| 2021年9月24日  | ふゆから、くるる。                                         | 逢瀬アキラ                                                                  | 「Sacrifice」                                                  | PCゲーム『ふゆから、くるる。』オープニングテーマ                                         | ボーカル・作詞・作曲・編曲 |
| 2021年9月24日  | ふゆから、くるる。                                         | 逢瀬アキラ                                                                  | 「四季折り 、巡る。」                                          | PCゲーム『ふゆから、くるる。』エンディングテーマ                                         | ボーカル・作詞・作曲・編曲 |
| 2021年10月29日 | けもの道☆ガーリッシュスクエア                              | 逢瀬アキラ                                                                  | 「Girlish☆Love」                                               | PCゲーム『けもの道☆ガーリッシュスクエア』オープニングテーマ                              | ボーカル・作詞・作曲・編曲 |
| 2021年10月29日 | 経験ゼロなクラスメイトπ                                    | 逢瀬アキラ                                                                  | 「海と星とティアドロップス」                                   | PCゲーム『経験ゼロなクラスメイトπ』オープニングテーマ                                    | ボーカル                   |
| 2022年         |                                                            |                                                                             |                                                                |                                                                                          |                            |
| 2022年3月25日  | 姫宮さんはかまいたい                                       | 逢瀬アキラ                                                                  | 「Only First Love」                                            | PCゲーム『姫宮さんはかまいたい』オープニングテーマ                                       | ボーカル・作詞・作曲・編曲 |
| 2022年4月9日   | 八十亀ちゃんかんさつにっき 4さつめ(第4期)                  | 逢瀬アキラ                                                                  | 「ENJOY☆NAGOYA☆PERFECT☆LIFE」                                  | テレビアニメ『八十亀ちゃんかんさつにっき 4さつめ』主題歌                                 | ボーカル・作詞・作曲・編曲 |
| 2022年6月24日  | ゆまほろめ 時を停めた館で明日を探す迷子たち                | 逢瀬アキラ                                                                  | 「静寂の扉」                                                   | PCゲーム『ゆまほろめ 時を停めた館で明日を探す迷子たち』オープニングテーマ                | ボーカル・作詞・作曲・編曲 |
| 2022年6月24日  | ゆまほろめ 時を停めた館で明日を探す迷子たち                | Kicco                                                                       | 「時の鼓動」                                                   | PCゲーム『ゆまほろめ 時を停めた館で明日を探す迷子たち』エンディングテーマ                | 作詞・作曲編曲             |
| 2022年7月29日  | ジュエリー・ハーツ・アカデミア -We will wing wonder world- | 逢瀬アキラ                                                                  | 「ヘリオドールの光跡」                                         | PCゲーム『ジュエリー・ハーツ・アカデミア -We will wing wonder world-』エンディングテーマ | ボーカル                   |
| 2022年12月15日 | ナポレオン少女 Episode.1 不可能という文字のない少女        | 逢瀬アキラ                                                                  | 「Divine Akashic」                                             | PCゲーム『ナポレオン少女 Episode.1 不可能という文字のない少女』オープニングテーマ        | ボーカル・作詞・作曲・編曲 |
| 2022年12月23日 | ガールズフランティッククラン                               | 逢瀬アキラ                                                                  | 「愛的☆Reliance」                                              | PCゲーム『ガールズフランティッククラン』2ndオープニングテーマ                            | ボーカル                   |
| 2023年         |                                                            |                                                                             |                                                                |                                                                                          |                            |
| 2023年3月31日  | けもの道☆ガーリッシュスクエア2                             | 逢瀬アキラ                                                                  | 「Loving on stage!!!」                                         | PCゲーム『けもの道☆ガーリッシュスクエア2』オープニングテーマ                             | ボーカル・作詞・作曲・編曲 |
| 2023年7月28日  | 遥か碧の花嫁に                                             | Kicco                                                                       | 「Eternity Blue」                                              | PCゲーム『遥か碧の花嫁に』オープニングテーマ                                             | 作詞・作編曲               |
| 2023年7月28日  | 遥か碧の花嫁に                                             | 逢瀬アキラ                                                                  | 「Mermaid tears」                                              | PCゲーム『遥か碧の花嫁に』エンディングテーマ                                             | ボーカル・作詞・作曲編曲   |
| 2023年3月31日  | おさわり勇者さま                                           | 逢瀬アキラ                                                                  | 「Wings of Destiny」                                           | DMM GAMES『おさわり勇者さま』テーマソング                                                | ボーカル・作詞・作曲       |
| 2024年         |                                                            |                                                                             |                                                                |                                                                                          |                            |
| 2024年1月25日  | すだまリレイシヨン                                         | 逢瀬アキラ                                                                  | 「Eternal oath」                                               | Nintendo Switch/PS4/PC用ゲーム『すだまリレイシヨン』テーマソング                         | ボーカル・作詞・作曲       |
| 2024年7月16日  | Deep One 虚無と夢幻のフラグメント                          | 逢瀬アキラ                                                                  | 「願い、求め」                                                 | DMM GAMES『Deep One 虚無と夢幻のフラグメント』挿入歌                                     | ボーカル                   |
| 2024年8月30日  | きら☆かの                                                  | 夢乃ゆき                                                                    | 「KIRArin☆streaming☆LOVE」                                     | PCゲーム『きら☆かの』オープニングテーマ                                                  | 作詞・作編曲               |

### 提供曲
| 発表   | 楽曲                                               | 歌            | 備考 | 参加内容         |
| ------ | -------------------------------------------------- | ------------- | --- | ---------------- |
| 2015年 | 「GALE」                                           | 風音          | CD「ホメラレコード2」収録ほめられてのびるらじお#466から#571までオープニングBGM                                                                 | 作詞・作曲       |
| 2017年 | 「世界に広がるほめらじの輪！～全裸待機10周年！～」 | 風音 荻原秀樹 | ほめられてのびるらじお10th Anniversary MemorialBook付属のMemorial CDに収録                                                                     | 作詞・作曲       |
| 2018年 | 「ほめられてのびるらじおZ」                        | 風音 荻原秀樹 | CD「ほめられてのびるらじおZ」テーマソング「ほめられてのびるらじおZ/ほめてくれてありがとう」に収録ほめられてのびるらじお#572からオープニングBGM | 作詞・作曲・編曲 |
| 2021年 | 「Spring」                                         | 歩サラ        | | 作詞・作曲・編曲 |
| 2021年 | 「HOME」                                           | 歩サラ        | | 作詞・作曲・編曲 |
| 2022年 | 「Candy☆Party☆Time」                               | 飴川紫乃      | 飴川紫乃初となるオリジナル楽曲 | 作詞・作曲・編曲 |
| 2023年 | 「ねぇ」                                           | 飴川紫乃      | 飴川紫乃3曲目のオリジナル楽曲 | 作詞・作曲       |

## 出演

### テレビドラマ
- 元町ロックンロールスウィンドル 第9話（2019年、サンテレビ）- SM女王美玲

### 映画
- 『DECO-CHIN[8]』ガールズバンドボーカル役、歌唱
- 『シャノワールの復讐[9]』バンドマン役
- 『デコチン DECO-CHIN[10]』

### 舞台
- ナイスコンプレックス『YAhHOO!!!!』(西洋木蔦役)　劇中歌楽曲制作も担当
- ヒロセプロジェクト『アシタボシ』(西園寺京役)
- Typs『リア王～女優だけのシェイクスピア～』(紳士役)
- ドガドガプラス『台所太平記』　(谷崎颯子役)
- オトメイト『忍び、恋うつつ』劇版音楽製作

### ラジオ
- トイズハート情報局（2024年10月26日 - 、ラジオ関西）

## 連載コラム
- 赤い彗星の俺（WEBサイト「MROCKS9」にて連載。2011年-2016年）
- 逆襲のアキラ（WEBサイト「BARKS」にて連載。2016年-2018年）